# 韩非
韓非（約前281年—前233年），為中国战国末期韓國的宗室公子，又稱公子非。思想家，為中國古代法家思想的代表人物，認為應該要「法」、「術」、「勢」三者並重，是法家的集大成者。其著作收在《韓非子》。

## 生年
有关韩非生平的史料很少。韩非的出生时期尚存争议。钱穆的《先秦諸子繫年》认为韩非和李斯是同学，年龄应该相似，由此推定韩非生在韓僖王十五年（公元前281年）前後。
但有學者質疑，他們就讀的並不是義務教育，这种推定不見得准确，比如孔子弟子中有若、子夏、子游、曾子年齡相仿，但只小孔子九歲的子路，比有若、子夏、子游、曾子等都大了三、四十歲。陈千钧《韩非新传》根据韩非子曾与堂谿公谈话，堂谿公又曾与公元前333年去世的韩昭侯谈话，将韩非的生年前推到韓僖王元年（公元前295年）前后，这样他才有机会在长大成人后遇到年迈的堂谿公。

## 生平
韓非為韓國的宗室公子。在韓非的年代，韓國為戰國七雄中最弱小者。
韓非有嚴重口吃，但卻是文筆流暢的優秀作家。
約前255年至前247年間，與同學李斯（後來為秦始皇丞相）一同拜儒家大師荀子門下學習，李斯自覺才學不如韓非。韓非將自己的學說，追本溯源於道家黃老之術，他對老子《道德經》有相當大的研究，著有《解老》、《喻老》等篇。
約前247年至前234年間，韓非多次上書韓悼惠王與韓王安遊說，皆不為所用。《孤憤》、《五蠹》、《顯學》、《難言》等篇著於此時期。之後《韓非子》一書傳到秦國，書中《孤憤》、《五蠹》內容讓秦王政驚為天人說：「唉，寡人假如能夠見到這個作者並與他往來，就死而無憾了。」李斯說：「此乃韓非寫的書。」秦王便以戰爭為要脅，逼韓非出使秦國。
韓非到秦國後,秦王因他的到来而喜悦，但并没有相信和任用他。李斯深知這位老同學的才華與智慧遠超自己，若韓非受重用自己必然失勢，故害怕秦王政哪天忽然又想重新起用韓非，李斯便與姚賈誣陷韓非，進讒言讓秦王將韓非下獄，李斯又擅自決定在獄中毒死韓非，韓非想要謁見秦王解釋冤情但無法得見，就這樣被害死獄中。過些時日秦王悔悟，派人去獄中赦免韓非，但為時已晚。

## 思想

### 儒家起源
韓非雖然是荀子的弟子，思想主張卻與荀子不大相同，韓非將荀子重視禮法的一端，改為重視「刑名法術」之學，韓非反對儒家建構在私人情感聯繫與當代社會道德水準的提升上，主張將人的自利本性作為社會秩序建立的前提。另外，荀子的尊君思想也影響了韓非，韓非強調君權視為一切事物的決策核心，君權神聖不可侵犯，君主應當運用嚴刑峻法來統御臣民，以建立一個中央集權的國家。韓非的正名，則是認為君主應根據臣民的言論與實績是否相符來決定功過獎懲，重賞重罰。

### 道家起源
韓非在其《韓非子》裡面有《解老》與《喻老》兩篇，直述自己思想部分也源自於老子，故後世稱之為道法家，意味從道家裡面延伸出來的新法家思想。但韓非的道法家與道家有一些差異。簡單說，《韓非子》一書僅取《老子》「無為」的思想，《老子》認為處世，不需要拘泥固定形式與方式，只要順著大道即可。但韓非其最高理想為「君無為，法無不為」，認為「法行而君不必憂；臣不必勞，民但而守法，上下無為而天下治。」君主無為而治，而靠著法律治理一切，在權術上，落實在君王統治上，「無為」應該是無論特定喜好，或不喜好都不能被臣下推測與掌握，此觀點還包括施政習慣，統馭方式等，應該陰晴不定，難以掌握。如此才不會反被臣下駕馭，這也就是申不害的「術」。但胡適、郭沫若和部分學者認為，《解老》與《喻老》部分，似乎與韓非其他論述有出入，可能不是韓非所作。

### 法家起源
韓非總結法家三位代表人物商鞅、申不害、慎到的思想，主張君王應該用「法」、「術」、「勢」三者結合起來治理國家，此為法家之博采眾長之集大成者。韓非也是先秦諸子百家史料可證中最後一位子學思想人物。

## 延伸阅读
[在维基数据编辑]
 在维基文库阅读此作者作品（ 在维基共享资源阅览影像）
 《史記/卷063》，出自司馬遷《史記》

## 外部連結
- 《史記‧老子韓非列傳》 （页面存档备份，存于）
- 《韓非子》全文 （页面存档备份，存于）
- 白彤東：〈韩非子：第一個現代政治哲學家 （页面存档备份，存于）〉。
- 白彤东：〈韩非子与现代性——一个纲要性的论述 （页面存档备份，存于）〉。
- 詹康：〈韓非哲學中的認識論問題 （页面存档备份，存于）〉。
- 詹康：〈韓非論禪讓：淵源與融合 （页面存档备份，存于）〉。
- 詹康：〈韓非關於用與美的矛盾與合作關係 （页面存档备份，存于）〉。
- 詹康：〈韓非論君術之窮 （页面存档备份，存于）〉。
- 詹康：〈韓非論人新說 （页面存档备份，存于）〉。
- 詹康：〈韓非的道、天命、聖人論及其缺口 （页面存档备份，存于）〉。
- 詹康：〈回應：韓非的研究挑戰 （页面存档备份，存于）〉。